# Bakdhauwa
Bakdhauwa – gaun wikas samiti we wschodniej części Nepalu w strefie Sagarmatha w dystrykcie Saptari. Według nepalskiego spisu powszechnego z 2001 roku liczył on 1367 gospodarstw domowych i 7730 mieszkańców (3811 kobiet i 3919 mężczyzn).